# Ratina
Ratina (cirill betűkkel Ратина), település Szerbiában, a Raškai körzet Kraljevoi községében.

## Népesség
- 1948-ban 1 151 lakosa volt.
- 1953-ban 1 239 lakosa volt.
- 1961-ben 1 250 lakosa volt.
- 1971-ben 1 780 lakosa volt.
- 1981-ben 2 364 lakosa volt.
- 1991-ben 2 772 lakosa volt.
- 2002-ben 2 715 lakosa volt, akik közül 2 635 szerb (97,05%), 51 montenegrói, 7 horvát, 5 jugoszláv, 3 macedón, 2 bolgár, 2 ukrán,  1 szlovén, 7 ismeretlen.